# Stevan Jovetić
Stevan Jovetić (født 2. november 1989) er en montenegrinsk fodboldspiller, der til dagligt spiller som angriber for Hertha Berlin samt for Montenegros landshold. Han har tidligere i karrieren været tilknyttet blandt andet Fiorentina, Manchester City og Sevilla.